# Calfee-Nunatak
Der Calfee-Nunatak ist ein isoliert liegender Nunatak im ostantarktischen Viktorialand. Er ragt 6 km westlich des Mount Fenton auf der Ostseite des Reeves-Firnfelds auf.
Der United States Geological Survey kartierte ihn anhand eigener Vermessungen und Luftaufnahmen der United States Navy aus den Jahren von 1956 bis 1962. Das Advisory Committee on Antarctic Names benannte ihn 1968 nach David W. Calfee, Feldforschungsassistent auf der McMurdo-Station von 1965 bis 1966.